# Ali Ahmad Jalali
Ali Ahmad Jalali (Kabul, 1940) es un político, diplomático y académico afgano, quien sirvió como Ministro del Interior de la República Islámica de Afganistán entre 2003 y 2005. 

## Biografía
Nació en Kabul en 1940, hijo del profesor G. Jelani Jalali. En 1961 obtuvo una licenciatura en Ciencias Políticas de la Universidad Militar de Afganistán; así mismo, en 1964 obtuvo un diploma Curso Avanzado de Infantería del Ejército de Estados Unidos en Fort Benning, Georgia, en 1966 una maestría en Ciencias Militares de la Facultad de Estado Mayor de Kabul y se graduó de la British Staff College en 1967.
Comenzó su carrera militar como recluta en el Ejército Nacional Afgano, en el cual alcanzó el grado de Coronel. A principios de la década de 1980 se unió a la resistencia a la invasión soviética, sirviendo como asesor superior en el cuartel general de la Resistencia afgana en Peshawar. También asistió a escuelas superiores de mando y personal en Afganistán, Estados Unidos, Reino Unido y Rusia.
Tras esto, abandonó Afganistán y se estableció en Maryland, Estados Unidos, país del cual se convirtió ciudadano en 1987. Allí trabajó como periodista para la Voz de América entre 1982 y 2003. Ese mismo año fue designado como Director de la Afghanistan National Radio Network Initiative.
Como consecuencia de la invasión estadounidense que llevó al colapso del Emirato Islámico de Afganistán, se estableció un Gobierno de Transición. Debido al hecho de haber trabajado para el Gobierno de Estados Unidos, este país presionó para su nombramiento en el gabinete de transición, en el cual Jalali asumió el cargo de Ministro del Interior en enero de 2003. Reelegido en el cargo en diciembre de 2004, sirvió en él hasta septiembre de 2005. Durante su paso por el Ministerio, creó una fuerza especializada compuesta por 50.000 policías afganos y 12.000 policías fronterizos para combatir eficazmente el narcotráfico y el terrorismo. Así mismo, logró proteger la Loya Jirga de 2003 y garantizar la realización de las elecciones presidenciales de 2004 y las elecciones parlamentarias de 2005. Entre 2017 y 2018 fue embajador de Afganistán en Alemania.
Aunque anteriormente enemigo de los talibanes, en agosto de 2021, tras la caída del Gobierno de Ashraf Ghani en medio de la Ofensiva Talibán de 2021, se rumoreó que Jalali sería el líder del nuevo gobierno controlado por los talibanes.
También ha sido de la Universidad Militar de Afgtanistán, el Staff College de Kabul y en el Instituto de Diplomacia del Ministerio de Relaciones Exteriores. Además, es profesor distinguido en el Centro de Estudios Estratégicos del Cercano Oriente y Sur de Asia de la Universidad de Defensa Nacional (Washington D. C.). También es autor de varios libros sobre la historia y guerra de Afganistán.